# أرتورس ستروتينش
أرتورس ستروتينش (باللاتفية: Artūrs Strautiņš)‏ مواليد 23 أكتوبر 1998 في يورمالا، لاتفيا، هو لاعب كرة سلة لاتفي. بدأ مسيرته الاحترافية في سنة 2012. يحمل الرقم 11. لعب مع إيه إس كي ريغا في دوري لاتفيا لكرة السلة وبالاكانسترو ريجيانا في ليغا باسكيت الدرجة الأولى.

## روابط خارجية
- أرتورس ستروتينش على موقع الاتحاد الدولي لكرة السلة (الإنجليزية)
- أرتورس ستروتينش على موقع كرة السلة الأوروبية.كوم (الإنجليزية)
- أرتورس ستروتينش على موقع ريلجم (الإنجليزية)
- أرتورس ستروتينش على موقع بروبوليرز (الإنجليزية)
- أرتورس ستروتينش على موقع سبورتس رفرنس (الإنجليزية)